# Adi (szczyt)
Adi – szczyt w Pirenejach. Leży w Hiszpanii, w prowincji Nawarra, blisko granicy z Francją. Należy do Pirenejów Zachodnich.